# Albino González Menéndez-Reigada
Albino González y Menédez Reigada (Corias, Astúries, 18 de gener de 1881 - Còrdova, 13 d'agost de 1958) va ser un clergue espanyol i bisbe de la diòcesi de San Cristóbal de La Laguna i posteriorment bisbe de la Bisbat de Còrdova. A part de la tasca apostòlica, efectuà una labor adoctrinadora en el nacionalcatolicisme durant el primer franquisme.

## Biografia

### Formació
El 1896 ingressa al Convent de Sant Joan del seu municipi natal. Acabats els estudis d'Humanitats Clàssiques i Filosofia i Lletres en aquest mateix convent, és trasllada a la Facultat de Sant Esteve de Salamanca on estudia dret Civil i Filosofia i Lletres, arribant a completar els doctorats en Teologia i Dret Civil a Salamanca i Madrid.
Becat per la Universitat de Salamanca estudia a la Universitat de Roma el 1911, i Filologia de les Llengües Neolatines a la Universitat de Berlín el 1912. Completa els seus estudis a la Universitat de Friburg i altres de Suïssa.

### Sacerdoci i episcopat
Va ser ordenat sacerdot el 1906 a Valladolid, amb vint-i-cinc anys.

#### Bisbe de Tenerife
Va ser nomenat bisbe de Tenerife, el 8 de desembre de 1924 pel papa Pius XI, i consagrat a Madrid el 19 de juliol de 1925. El 10 d'agost de 1925 va ingressar a la diòcesi.

Coincidint amb en Franco quan aquest va ser destinat a les Canàries, després de la guerra civil, el 1939, escrigué el Catecismo patriótico Español, en que s'hi fa apologia del nacionalcatolicisme, es qüalifica el català de dialecte, i s'hi fa secessionisme lingüístic:
-Pot dir-se que a Espanya es parla només la llengua castellana, perquè a part d'aquesta tan sols es parla el basc que, com a llengua única, només s'empra en alguns caserius bascos i va quedar reduïda a funcions de dialecte per la seva pobresa lingüística i filològica.
-I quins són els principals dialectes que es parlen a Espanya?

-Els principals dialectes que es parlen a Espanya són quatre: el català, el valencià, el mallorquí i el gallec.
Aquest manual d'adoctrinament aprovat pel Ministeri d'Educació Nacional franquista i amb una retòrica antisemita i antidemocràtica, va ser retirat com a llibre de text a les escoles a partir de 1945, coincidint amb la derrota de les potències de l'Eix.
Durant el seu pontificat, el 7 de juny de 1941 el cardenal Tedeschini va coronar solemnement la Imatge de la Mare de Déu de les Neus, Patrona de l'Illa de la Palma. Durant aquest periode, va ampliar l'edifici del seminari, va crear el seminari menor, el 1944, i va ordenar 48 sacerdots diocesans.

#### Bisbe de Còrdova
Després de vint anys a Tenerife, va ser traslladat a la diòcesi de Còrdova, on el 9 de juny de 1946 entra com a bisbe a la ciutat. Hi romané fins a la seva mort.